# 維瓦爾第冰川
70°47′S 69°50′W / 70.783°S 69.833°W
維瓦爾第冰川（英語：Vivaldi Glacier）是南極洲的冰川，位於亞歷山大一世島西岸，流經科爾伯特山脈和呂利山麓，最終注入舒伯特灣，以威尼斯作曲家安東尼奧·維瓦爾第命名。